# 蜂鼬鳚
蜂鼬鳚，为輻鰭魚綱鼬魚目鼬魚科的其中一種，分布於中西大西洋的巴哈馬群島海域，屬深海魚類，棲息深度在水深2487至4150公尺。本魚體柔軟又多水分，眼小的，前鼻孔腫大，在鰓蓋與前鰓蓋骨上不具棘，前鰓蓋骨在後部地擴大。背鰭軟條116枚；臀鰭軟條98枚；脊椎骨50個，體長可達75.2公分，為稀有種，不具有經濟價值。